# Savînkî, Koriukivka
Savînkî (în ucraineană Савинки) este localitatea de reședință a comunei Savînkî din raionul Koriukivka, regiunea Cernihiv, Ucraina. În secolul al XIX-lea, satul făcea parte din volostul Volînka, uezdul Sosnîțea.

## Demografie
Componența lingvistică a localității Savînkî
     Ucraineană (98,86%)
     Alte limbi (0,65%)
Conform recensământului din 2001, majoritatea populației localității Savînkî era vorbitoare de ucraineană (98,86%), existând în minoritate și vorbitori de alte limbi.